# Laurentius Bojerus
Laurentius Bojerus, även känd under sitt polska namn Wawrzyniec Böjer, född 1563 i Stockholm, död 13 februari 1619 i Braunsberg, var en svensk-polsk jesuitpräst och poet.

## Biografi
Bojerus flyttade tidigt utomlands för studier. Förmodligen avslutade han dem i Douai eller Leuven.
År 1587 inträdde han vid jesuitordens novitat i Kraków, där han vann berömmelse som humanist och diktare.
Senare förflyttades han till Vilna, där han under nio år undervisade i poetik och retorik, samt därefter under tre år i matematik, varpå han på nytt förflyttades, denna gång till Braunsberg, där han under två år föreläste i teologi.
Under pseudonymen Emilian Ensgler beskrev han i Pompa Cazimiriana överflyttandet av den helige Kasimirs fana till Vilnius 1604. Under en annan pseudonym, Krzysztof Zawisza, utgav han 1606 Carolomachia, en hjältedikt där han förhärligare den polska segern i Slaget vid Kirkholm. Han författade även några smärre dikter, vara några finns intagna i Jedrzej Jurgiewicz' mot Andrzej Wolans Apologia contra calumnias jesuitarum riktade svar. Bland andra arbeten märks hans dikt Historia de somniis eorumque eventibus.